# 文中
文中（1372年四月至1375年五月二十七日）是日本南朝的年號之一。這個時代的南朝天皇是長慶天皇。

## 改元
- 建德三年四月（1372年）改元文中
- 文中四年五月二十七日（1375年6月26日）改元天授

## 紀年、西曆、干支對照表
| 文中       | 元年     | 二年     | 三年     | 四年     |
| 北朝年號   | 應安五年 | 應安六年 | 應安七年 | 永和元年 |
| 儒略曆日期 | 1372年   | 1373年   | 1374年   | 1375年   |
| 干支       | 壬子     | 癸丑     | 甲寅     | 乙卯     |